# Heraclião
Heraclião ou Heraklion (do grego antigo Ἡράκλειον; romaniz.: Herácleion), Iráclio (do grego moderno Ηράκλειο; Erákleio), chamada no passado el Khandak (الخندق) pelos árabes, Cândia, Chandax (Χάνδαξ) ou Megalo Cástro (Μεγάλο Κάστρο"grande castelo"), é uma cidade grega, capital da ilha e região de Creta e da unidade regional de Heraclião. Situa-se sensivelmente no centro da costa norte daquela ilha, à beira do mar Egeu.
O município atual resultou da união de cinco municípios existentes antes da reforma administrativa de 2011: Gorgolainis, Heraclião, Néa Alicarnassós, Paliani e Témenos, os quais passaram a ser unidades municipais. Tem 120 km² de área e em 2011 tinha 173 993 habitantes (densidade: 1 449,9 hab./km²). A área metropolitana, que inclui parte das unidades municipais de Néa Alicarnassós e Gazi (apesar desta fazer parte do município de Malevizi), tinha nesse ano 192 215 habitantes.

## Etimologia
A cidade atual foi fundada pelos árabes que criaram o Emirado de Creta, que moveram a capital da ilha de Gortina para uma nova fortaleza, a que chamaram rabḍ al-ḫandaq ("castelo do fosso"), na década de 820. Este nome árabe foi helenizado como Χάνδαξ (Handax) ou Χάνδακας e latinizado como Cândia, nome que foi usado durante o período em que a cidade esteve sob o domínio veneziano (ver Ducado de Cândia) e que foi adotado por outras línguas europeias, como Candie em francês, Candy em inglês, etc. Todas essas variantes de Cândia tanto eram aplicadas a cidade em particular como a toda a ilha de Creta. Os otomanos usaram o nome Kandiye.
Quando os bizantinos acabaram com o Emirado de Creta e reconquistaram a ilha, a cidade passou a ser conhecida localmente como Megalo Castro ("grande castelo" em grego) e os seus habitantes eram chamados castrinoi ou castrini ("habitantes do castelo"). O antigo nome Ηράκλειον ("cidade de Héracles) foi recuperado no século XIX e tem origem no vizinho porto romano de Heracleu (Heracleum), cuja localização exata se desconhece.

## História
Heraclião fica perto das ruínas de Cnossos, o maior centro populacional de Creta na época minoica. Embora não haja provas arqueológicas que o comprovem, pensa-se que o porto de Cnossos se situasse onde é hoje Heraclião, que podia já existir em 2 000 a.C. Ali teria existido um local de culto a Herácles — daí o nome de Heraclião — que ainda não foi encontrado, mas sabe-se, por diversas escavações, que a povoação da época arcaica não era muito grande. Foram descobertos vestígios da época minoica na zona do Museu Arqueológico. São poucos os textos antigos que mencionam Heraclião:
- Estrabão (Geografia X, 476, 7) diz que «Cnossos tem por porto Heraclião».
- Plínio, o Velho (História Natural IV, 12, 59) também evoca a cidade como uma extensão marítima de Cnossos.
- Ptolemeu (Geografia III, 15, 4, 5) fala de Heraclião quando enumera as cidades do norte de Creta.
- Durante o reinado de Décio (r. 249–251), um dos santos mártires da Igreja de Creta, de nome Euarestos, tinha nascido na cidade de Heraclião.

A área da cidade parece ter evoluído pouco durante as épocas clássica, helenística e romana. Cnossos continuou a ser a maior cidade do centro-norte de Creta até ao fim do período romano. Apesar de não ter havido descontinuidade política entre o Império Romano e o império dito bizantino, é comum chamar-se ao período que vai de 395 a 824 de primeiro período bizantinos. É nesta época que se conclui a cristianização da ilha. Heraclião, então chamada Castro ("castelo"), tem neste período um papel muito secundário, já que os verdadeiros centros políticos e religiosos são, como na época romana, Cnossos e Gortina. Igualmente durante este período, como outras cidades de Creta, Heraclião é regularmente pilhada por piratas.
Pode dizer-se que a cidade atual surgiu em 824, quando os sarracenos que tinham sido expulsos do Alandalus (Península Ibérica) pelo emir de Córdova Aláqueme I, conquistaram Creta aos bizantinos e instalam a sua capital em Heraclião, a que eles chamam el Khandak. Até 961, a cidade desenvolveu-se em grande medida devido à pirataria. Dado que os árabes que a governavam não dependiam de nenhuma fação do mundo muçulmano, a não ser talvez e apenas formalmente, não se preocupavam com diplomacia. O porto de el Khandar como serviu de reduto a piratas que operavam contra os navios bizantinos e faziam raides contra os territórios imperiais em redor do Egeu.
Esta atividade esteve na origem da perda da independência da ilha e consequente desparecimento do emirado. Em 961, após onze meses de cerco, o general bizantino Nicéforo Focas (futuro imperador Nicéforo II Focas), reconquista Heraclião, saqueia-a, massacra os árabes e reduz a cidade a cinzas. A cidade não tardou a ser reconstruída e permaneceu em poder dos bizantinos durante 243 anos.
Em 1204, os venezianos compraram Creta a Bonifácio de Montferrat como parte de um complicado acordo que envolvia, entre outras coisas, os cruzados da Quarta Cruzada reporem no trono o imperador bizantino Isaac II Ângelo. Os venezianos modificam o nome árabe Khandak (ou Chandax) para Cândia, que se mantém na diplomacia europeia até 1898. Os novos senhores fazem grandes obras nas defesas, melhorando o fosso e construindo enormes fortificações, grande parte das quais ainda de pé, que em alguns locais chegam a ter 40 metros de espessura, com sete bastiões e uma fortaleza na entrada do porto. A cidade passou a ser a capital do Duque de Cândia e a área administrativa veneziana de Creta passou a ser conhecido como Reino de Cândia (Regno di Candia). Para assegurarem o seu domínio, os venezianos começaram a fixar famílias de Veneza em Creta a partir de 1212. A coexistência de duas culturas diferentes e o estímulo da Renascença italiana levou a um florescimento das letras e artes em Cândia e Creta em geral, que hoje se conhece como Renascença cretense.
Depois dos venezianos seguiram-se os otomanos (ver Creta otomana). Durante a Guerra de Cândia, estes cercaram a cidade durante mais de 21 anos, de 1648 a 1669, possivelmente o cerco mais longo da história. Durante a fase final, que durou 22 meses, morreram 70 000 otomanos, 38 000 cretenses e escravos, além de mais 29 088 defensores cristãos da cidade de outras origens. O exército otomano comandado pelo grão-vizir albanês Köprülü Fazıl Ahmed Paxá conquistou finalmente a cidade em 27 de setembro de 1669, quando o almirante veneziano Francesco Morosini se rendeu ao comandante dos sitiantes. Durante a era otomana, o nome da cidade — Kandiye — aplicou-se também a toda a ilha, mas informalmente o nome grego era Megalo Castro (Μεγάλο Κάστρο; "Grande Castelo"). Durante a ocupação otomana, o porto ficou assoreado, pelo que muito do transporte marítimo passou a fazer-se em Chania, na parte ocidental da ilha.
Em 1898 foi criado o Estado Autónomo de Creta, sob suserania otomana, com o príncipe Jorge da Grécia como alto comissário e sob supervisão internacional. Durante o período de ocupação direta da ilha pelas "Grandes Potências" (1898–1908), Cândia fez parte da zona britânica. Foi nesta altura que a cidade foi rebatizada Heraclião. Em 1913, a cidade, como o resto de Creta foi incorporada no Reino da Grécia.
Em 1913 a população cretense era composta principalmente de gregos e turcos, situação que se manteve sem grandes alterações até 1922, até à troca de populações entre a Grécia e a Turquia (a que os gregos chamam "Grande Catástrofe"), que envolveu a evacuação dos cristãos (na sua maioria gregos) da Anatólia e dos muçulmanos (maioritariamente turcos) da Grécia (grande parte destes eram de Creta). A população muçulmana da ilha foi forçada a sair, o que implicou a perda de cerca de metade da população de Heraclião e da região circundante. A instalação de gregos da Anatólia em Creta colocou vários problemas de integração. Os cretenses de cepa aceitaram mal a chegada dessa gente com hábitos diferentes dos seus. Segundo os registos da cidade, foram ali registados 17 463 refugiados da Ásia Menor entre dezembro de 1922 e 31 de outubro de 1923. A estes juntaram-se gregos pônticos, vindos do Ponto, cujo número o município estimou em 2 550 pessoas.
Em maio de 1941 Heraclião foi um dos pontos do ataque paraquedista a Creta que terminaria com a conquista da ilha pela Alemanha.

## Clima
| Dados climatológicos para Heraclião | Dados climatológicos para Heraclião | Dados climatológicos para Heraclião | Dados climatológicos para Heraclião | Dados climatológicos para Heraclião | Dados climatológicos para Heraclião | Dados climatológicos para Heraclião | Dados climatológicos para Heraclião | Dados climatológicos para Heraclião | Dados climatológicos para Heraclião | Dados climatológicos para Heraclião | Dados climatológicos para Heraclião | Dados climatológicos para Heraclião | Dados climatológicos para Heraclião |
| Mês                                 | Jan                                 | Fev                                 | Mar                                 | Abr                                 | Mai                                 | Jun                                 | Jul                                 | Ago                                 | Set                                 | Out                                 | Nov                                 | Dez                                 | Ano                                 |
| ----------------------------------- | ----------------------------------- | ----------------------------------- | ----------------------------------- | ----------------------------------- | ----------------------------------- | ----------------------------------- | ----------------------------------- | ----------------------------------- | ----------------------------------- | ----------------------------------- | ----------------------------------- | ----------------------------------- | ----------------------------------- |
| Temperatura máxima recorde (°C)     | 24,8                                | 26,2                                | 29,4                                | 34,5                                | 39,0                                | 41,3                                | 41,0                                | 42,0                                | 39,6                                | 35,7                                | 31,2                                | 28,5                                | 42,0                                |
| Temperatura máxima média (°C)       | 15,2                                | 15,5                                | 16,8                                | 20,2                                | 23,5                                | 27,3                                | 28,6                                | 28,4                                | 26,4                                | 23,1                                | 20,1                                | 17,0                                | 21,9                                |
| Temperatura mínima média (°C)       | 9,0                                 | 9,0                                 | 9,8                                 | 12,0                                | 14,9                                | 19,0                                | 21,7                                | 21,7                                | 19,3                                | 16,5                                | 13,4                                | 10,9                                | 15,8                                |
| Temperatura mínima recorde (°C)     | 1,2                                 | 1,4                                 | 3,3                                 | 6,4                                 | 8,0                                 | 13,2                                | 16,2                                | 16,6                                | 13,5                                | 9,7                                 | 6,4                                 | 3,4                                 | 1,2                                 |
| Chuva (mm)                          | 91,5                                | 77,4                                | 57,4                                | 30,0                                | 15,2                                | 3,2                                 | 1,0                                 | 0,7                                 | 19,5                                | 68,8                                | 58,8                                | 77,1                                | 500,6                               |
| Dias com chuva                      | 10,1                                | 9,1                                 | 6,9                                 | 3,4                                 | 1,9                                 | 0,5                                 | 0,1                                 | 0,1                                 | 1,3                                 | 4,9                                 | 6,0                                 | 8,9                                 | 53,2                                |
| Humidade relativa (%)               | 68                                  | 67                                  | 66                                  | 62                                  | 61                                  | 57                                  | 57                                  | 58                                  | 61                                  | 66                                  | 67                                  | 68                                  | 63,2                                |
| Insolação (h)                       | 117,8                               | 124,7                               | 176,7                               | 228,0                               | 300,7                               | 351,0                               | 372,0                               | 347,2                               | 282,0                               | 198,4                               | 150,0                               | 120,9                               | 2 769,4                             |

## Demografia
| 1951   | 1961   | 1971   | 1981    | 1991    | 2001    | 2011    |
| 55 373 | 64 337 | 78 209 | 102 398 | 116 178 | 137 766 | 176 000 |
|        | 16,2%  | 21,6%  | 30,9%   | 13,5%   | 18,6%   | 27,8%   |

## Infra-estruturas e museus
Transporte
Heraclião dispõe de um importante porto de mercadorias e de ferry boats. Há várias ligações marítimas diariamente para o continente grego (Pireu, o porto de Atenas), além de outras ligações com várias ilhas, como Santorini, Ios, Paros, Míconos, Rodes, etc.
O Aeroporto Internacional de Heraclião-Níkos Kazantzákis (IATA: HER, ICAO: LGIR) situa-se cerca de cinco km a leste da cidade, à beira-mar. Foi batizado em honra de Níkos Kazantzákis, um escrito e filósofo natural da cidade. É o segundo aeroporto mais movimentado da Grécia a seguir ao de Atenas, devido a Creta ser um destino de férias importante. A pista é partilhada com o 126º Grupo de Combate da Força Aérea Grega.
Educação e ciência
A Universidade de Creta, criada em 1973 e com sede em Retimno, tem um dos seus dois polos em Heraclião. Com pouco menos de 17 000 alunos, 900 docentes, assistentes de laboratório e investigadores e 380 funcionários administrativos, em 2011-2012 era a universidade grega mais bem classificada no Times Higher Education World University Rankings, figurando no top 300.
A sede da "Fundação para Investigação e Tecnologia - Hellas" (Foundation for Research & Technology - Hellas, FORTH), uma instituição de investigação científica e tecnológica que dispõe de sete centros em Creta, tem a sua sede em Heraclião.
Museus
- Museu Arqueológico de Heraclião — É um dos principais museus arqueológicos da Grécia, e por vezes é considerado o segundo maior museu do país. Tem a maior coleção de arte minoica do mundo. Situa-se no centro da cidade.
- Cretaquarium — Também conhecido como Thalassocosmos, foi inaugurado em 2005. É um grande aquário com mais de 60 tanques que expõe a fauna do Mediterrâneo. Está instalado em Gournes, na unidade municipal de Gúves, perto de Hersonissos, 15 km a leste de Heraclião, nas instalações da Iraklion Air Station, da Força Aérea dos Estados Unidos, que foram abandonadas em 1993.
- Museu Histórico de Creta — Fundado em 1953, ocupa um edifício neoclássico de 1903, a Casa Kalokairinos. Tem várias coleções representativas da arte, história e etnografia de Creta, abrangendo um período que vai do século IV d.C. até à Segunda Guerra Mundial. Além dos diversos objetos etnográficos e de arte, que incluem cerâmicas, esculturas, tecidos, ícones, joias, etc., destacam-se dois quadros de El Greco (nome pelo qual é conhecido Doménikos Theotokópoulos, nascido a poucos quilómetros de Heraclião), uma grande maquete reconstituindo Cândia no século XVII, no seu auge sob o domínio veneziano, a reconstituição de uma casa rural tradicional, parte do espólio de Nikos Kazantzakis vindo da sua casa em Antibes, França.
- Museu de História Natural — Instalado numa antiga central elétrica situada à beira-mar, no centro da cidade, foi fundado em 1981 e está ligado à Universidade de Creta.
- Museu Municipal da Batalha de Creta e da Resistência Nacional — Criado na sequência da organização de uma exposição comemorativa do 50.º aniversário da batalha de Creta (invasão da ilha por forças alemãs), tem no seu acervo milhares de fotografias, pinturas e desenhos da batalha e da resistência, além 200 livros, vários recortes de jornais e objetos relacionados com o período 1941-1945 (armas, acessórios, uniformes, objetos do dia-a-dia, etc.).

## Personalidades
- Odysséas Elýtis (1911-1996), Prémio Nobel de Literatura de 1979
- Georgios Samaras, jogador de futebol